# سیارک ۱۵۷۹۰
سیارک ۱۵۷۹۰ (به انگلیسی: 15790 Keizan، نامگذاری:1993TC) پانزده هزار و هفتصد و نودمین سیارک کشف شده‌است که در ۸ اکتبر ۱۹۹۳ کشف شد.